# نان لواش
نان لواش (به ارمنی: լավաշ؛ به ترکی آذربایجانی و ترکی استانبولی: lavaş؛ به کردی: nanê loş؛ به گرجی: ლავაში) نان نازک تردی است به ضخامت حدود سه میلی‌متر که از خمیر فطیر یا خمیر «کم ورآمده» پخته می‌شود. این نان را نان تنوری هم می‌گویند. نانی را که از همان خمیر ساخته شده ولی بسیار نازک باشد، نان خانگی می‌نامند که پس از پخت بسیار نازک می‌شود.
این نان را در ایران لواش و در جمهوری ارمنستان لاواش می‌نامند. در گرجستان آن را «سومخوری لواشی» یعنی لواش ارمنی می‌خوانند.
دربارهٔ ریشه و اصلیت آن، دانشنامهٔ خوراک کلیمی می‌نویسد که اصل آن از خاورمیانه از ایران بوده است. برخی اصل آن را سومری دانسته‌اند.

## شرح

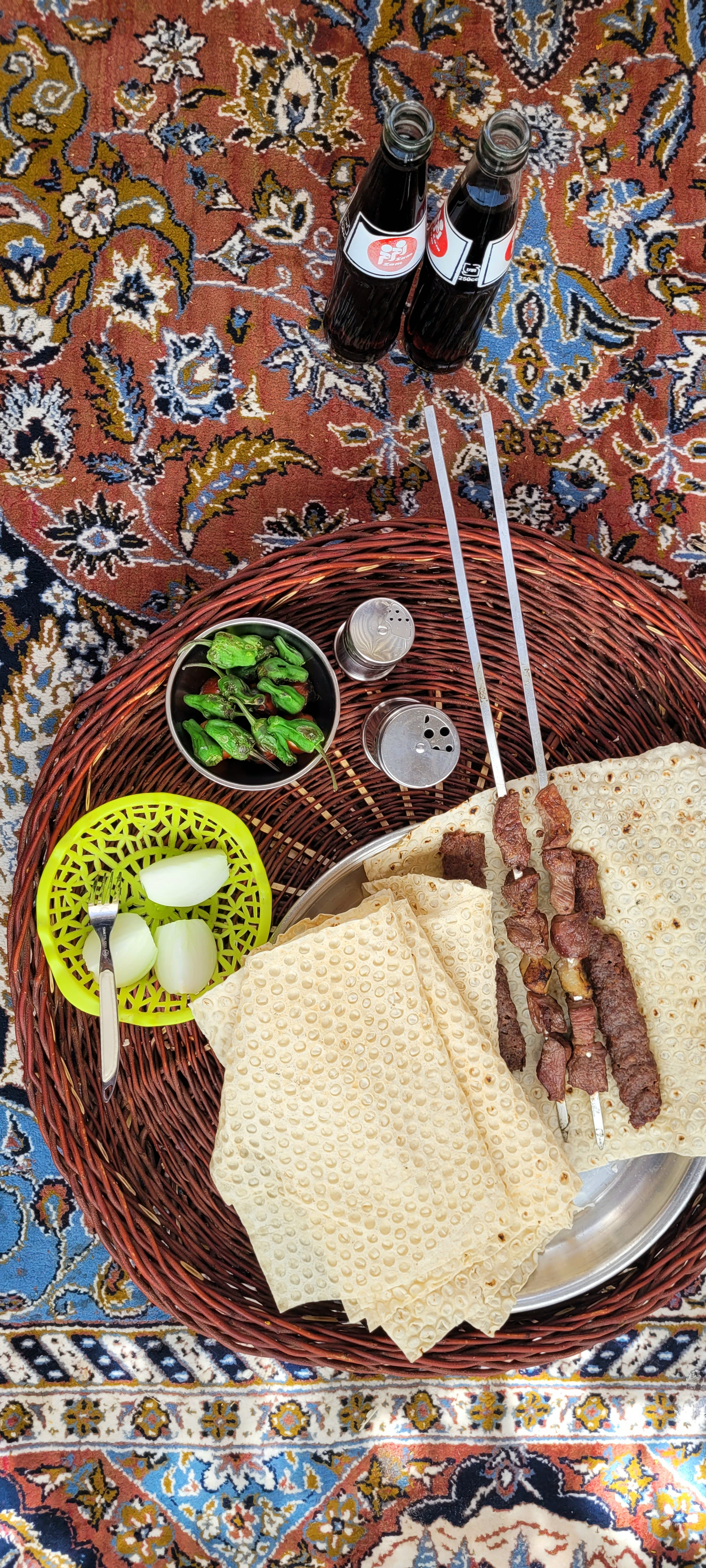
یک وعده غذایی شامل کباب کوبیده و ششلیک، پیاز، فلفل کبابی و نان لواش به همراه نمک، سماق و نوشابه

لواش یک نان گرد یا بیضی مانند، بسیار نازک، ۲ تا ۵ میلی‌متری است که معمولاً اندازه استاندارد دارد. لواش معمولاً ۹۰–۱۱۰ سانتی‌متر طول، ۴۰–۵۰ سانتی‌متر عرض دارد و وزن آن بیش از ۲۵۰ گرم نیست. در شرایط باز و بدون پوشش نان، لواش به سرعت خشک می‌شود و می‌توان آن را برای مدت طولانی (بیش از ۱ سال) خشک نگه داشت.
تهیه سنتی آن معمولاً توسط گروه کوچکی از زنان انجام می‌شود و به تلاش زیاد، هماهنگی، تجربه و مهارت‌های ویژه نیاز دارد. خمیر ساده‌ای که از آرد گندم و آب درست و ورز داده می‌شود و به شکل گلوله‌هایی در می‌آید که سپس به صورت لایه‌های نازک در می‌آیند و روی یک بالشتک بیضی شکل مخصوص کشیده می‌شوند و سپس به دیوارهٔ تنور مخروطی سنتی می‌کوبند. بعد از سی ثانیه تا یک دقیقه نان پخته شده از دیواره تنور بیرون کشیده می‌شود. لواش معمولاً به صورت رول شده در اطراف پنیرهای محلی، سبزیجات یا گوشت خورده می‌شود.

## ثبت به‌عنوان میراث فرهنگی و معنوی یونسکو
نان لواش با نام لَواش، لِواش و لَباش در بیشتر نقاط ایران شهرت دارد و پخته می‌شود که از نان‌های سنتی کهن ایرانیان است، و ارمنستان هم یکی از حوزه‌های تأثیرپذیر از فرهنگ ایران بوده که سنت لواش‌پزی را از ایران وام گرفته است. بنا بر منابع اطلاعات کتبی، دست‌کم ۸۰۰ سال است که فقط از رواج و شهرت عام آن در ایران می‌گذرد.
بر پایه برخی منابع لواش یک واژه ارمنی است و خاستگاه این نان نیز متعلق به ارمنستان است و این کشور نیز نان لواش را به‌عنوان میراث فرهنگی و معنوی کشورش در یونسکو ثبت کرد و ایران درخواست میراث مشترک داد.

## سایر کاربری‌ها

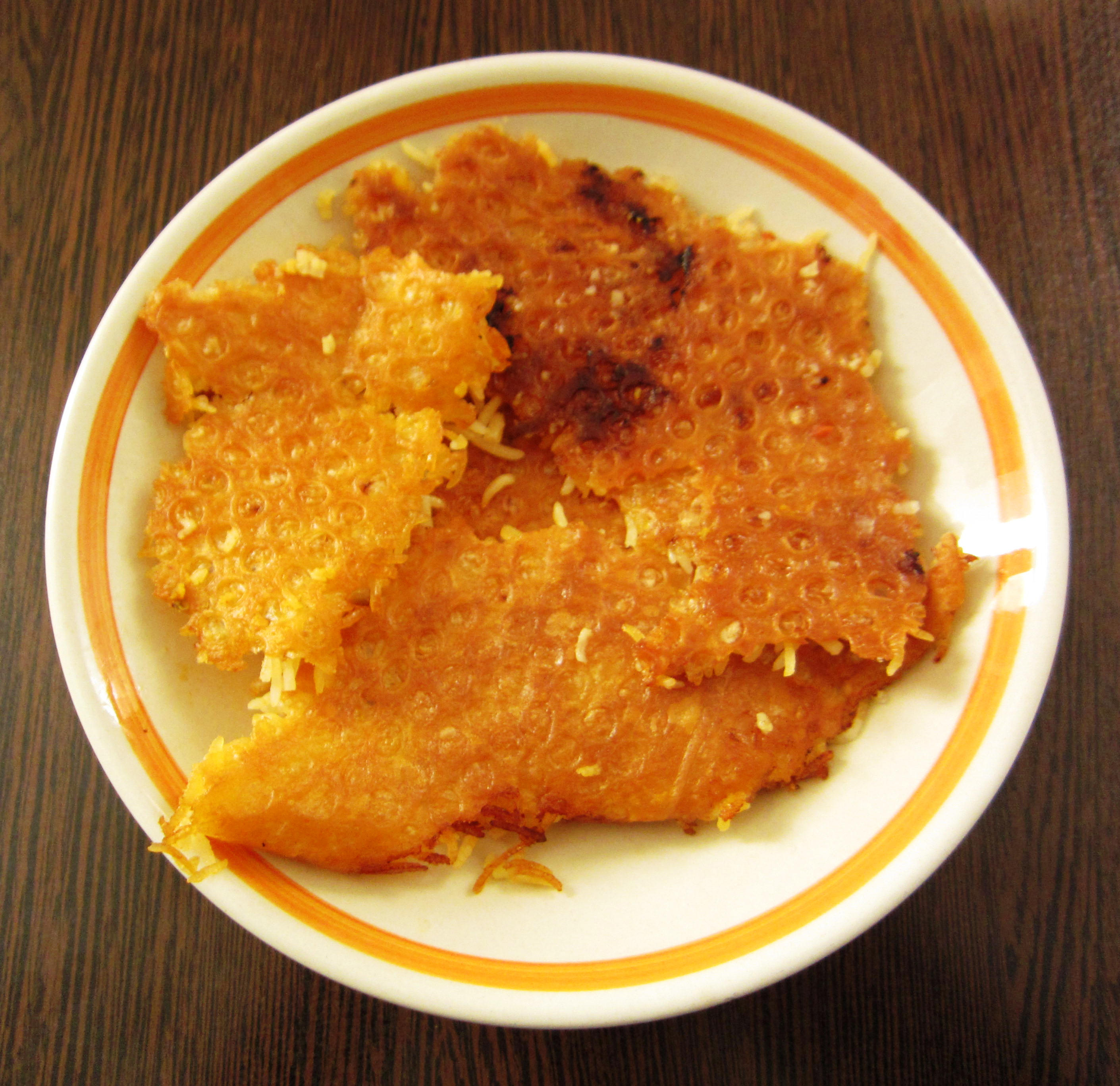
نان لواش ته‌دیگ شده

نان لواش خانگی و ساجیِ قزوین از گذشته‌های دور در همهٔ خانه‌ها پخته می‌شده و شهرت به سزایی داشته است.

## اشعاری دربارهٔ نان لواش
- مولوی:گر عُمَرنامی تو اندر شهر کاش -کس بِنَفْروشد به صد دانگت لواش
- نزاری بیرجندی: پوزِ خود را لویشه کردستمتا طمع بگْسلد ز قرصِ لواش
- یحیی کاشی: وآنگهی بر صف لواش زندیاعلی گوید و بر آش زند